# 謎のプリズナー“♀”/女囚No.1369
『謎のプリズナー“♀”/女囚No.1369』（原題：イタリア語: Violenza in un carcere femminile、英題：Violence in a Women's Prison）は、1982年公開のイタリア・フランス合作の女囚映画。
ブルーノ・マッテイが監督を務め、ラウラ・ジェムサーやガブリエル・ティンティが出演した。
麻薬と売春の罪でサンタ・カタリナ女子刑務所に送られたエマニュエルが、アムネスティ・インターナショナルの潜入取材という真の目的を隠しつつ、刑務所所長や他の受刑者たちと出会い、その女性刑務所で行われている犯罪を暴く物語である。
映画『愛のエマニエル』シリーズの第7作目で、マッテイ監督の初監督作品である。

## あらすじ
ジャーナリストのエマニュエル（ラウラ・ジェムサー）は、受刑者が受ける残虐な行為を調査・記録するために身分を偽って、麻薬の売人になりすまし、刑務所へと送られる。しかし、そこで彼女は襲われ、独房に閉じ込められ、怪我まで負ってしまう。モラン医師（ガブリエル・ティンティ）や囚人たちの助けを得て、エマニュエルは調査結果を報告し、その後、犯人たちは逮捕されるのだった。

## キャスト
- エマニュエル / ラウラ・ケンドール - ラウラ・ジェムサー（英語版）
- モラン医師 - ガブリエル・ティンティ（英語版）
- キティ - Maria Romano
- Consuelo - Ursula Flores
- Malone - Antonella Giacomini
- Leander - Franco Caracciolo
- Hertha - Françoise Perrot
- Head Warden - ロレーヌ・ド・セル（英語版）
- Chief Inspector - Jacques Stany
- Pilar - Leila Durante
- Rescaut - Franca Stoppi
- Miguel - Raul Cabrera

## 製作
本作の監督はブルーノ・マッテイだが、媒体によってはVincent DawnまたはGilbert Roussel名義でクレジットされている。

## 公開
本作は、1982年に公開された。また、1984年4月には、アメリカで『Caged Women』というタイトルで公開された。さらに、本作には『Women's Penitentiary 4』という別タイトルもある。

## 批評家の反応
オールムービーはこの作品に5点満点中1点の評価を与え、「マッテイは悪趣味にも手を抜かず、糞だらけの床での三つ巴のキャットファイトや、独房でネズミにかじられるジェムサー、ストリップで興奮した同房者との同性愛行為によって死んでしまう同性愛者、様々なレイプ、拷問、ゲロシーンを見せている」と指摘した。

## 家庭用記憶媒体
DVDは2002年12月にShriek Showからリージョン1向けに初めて発売された。2018年5月にSeverin Filmsからオールリージョン版ブルーレイが発売された。

### 引用文献
- Paul, Louis (2005). Italian Horror Film Directors. McFarland. ISBN 978-0-7864-8749-3
- Willis, John (1985). Screen World. 36. Crown Publisher, Inc.. ISBN 0-517-55821-1